# 胡武
胡武（？—159年）太原人，东汉后期政治人物。
胡武喜欢高谈阔论，和袁著交情很好。胡武曾上书太尉、司徒、司空等三府，推荐天下的高士，却没有将推荐书送给梁冀。袁著死后，梁冀记恨，命京师有关官署发文书逮捕胡武。胡武全家被杀，死了六十余人。